# きゃらめるBOY
『きゃらめるBOY』（きゃらめるボーイ）は、森生まさみによる日本の漫画作品。
『LaLa』（白泉社）2007年12月号に読み切りが掲載された後、同誌にて2008年3月号から2009年9月号まで断続的に連載された。単行本は全2巻。

## あらすじ
8年前、キャラメルのCMで「キャラメル坊や」として人気を博した瞬。
大の子供好きな高校生・もとかは、瞬の弟・将のベビーシッターをすることになり、久しぶりに瞬と再会する。だがかつての甘い少年の面影は消え去り、瞬は生意気な少年へと成長していた。

## 登場人物
和泉 もとか（いずみ もとか）
高校1年生→2年生。子供が大好き。多忙な鹿乃田夫妻に頼まれ、将のベビーシッターをすることになり、瞬と再会、変声期を終えた瞬の声に悶絶する。
学校ではボランティア部に入っており、2年になってからは部長になる。
鹿乃田 瞬（かのだ しゅん）
小学6年生→中学1年生。もとかの隣人。8年前にCMに出演し「キャラメル坊や」として人気を博した。父親は俳優、母親はCMディレクター。幼い頃からもとか一筋で、父・真人に夢中なもとかに釣り合うように必死に努力してきた。後に有名進学校へ入学する。
鹿乃田 真人（かのだ まさと）
33歳。瞬の父親。和製オーランド・ブルームと呼ばれるイケメン俳優。もとかの初恋の人。
鹿乃田 将（かのだ しゅん）
瞬の弟。もとかがベビーシッターをする。
西園寺 雅（さいおんじ みやび）
高校3年生。「はちみつリップ」の広告モデル。ある日、電車でおばあさんに親切にしているもとかを見て好きになり、ボランティア部に入部し接近する。

## 単行本同時収録
教授（マスター）のお気に入り
『LaLa』2007年9月号 掲載、第1巻収録
バイトをクビになってしまった小鳥に持ちかけられたおいしい話。それは、小鳥と顔がそっくりな、ある有名企業の会長の令嬢の代わりに後継者披露パーティーに出席することだった。言葉遣いも振る舞いも雑な小鳥がお嬢様に見えるように、過酷な「マイ・フェア・レディ」生活が始まる。

## 書誌情報
- 森生まさみ 『きゃらめるBOY』 白泉社〈花とゆめコミックス〉 全2巻
  1. 2008年7月10日第1刷発行、ISBN 978-4-592-18640-3
  2. 2009年10月10日第1刷発行、ISBN 978-4-592-18641-0